# Stereogloeocystidium
Stereogloeocystidium is een geslacht in de familie Steccherinaceae. De typesoort is Stereogloeocystidium lobatoplicatum.

## Soorten
Volgens Index Fungorum telt het geslacht 10 soorten (peildatum maart 2022):
| Soortnaam                              | Auteur(s)   | Publicatiejaar |
| -------------------------------------- | ----------- | -------------- |
| Stereogloeocystidium albogriseum       | Rick        | 1940           |
| Stereogloeocystidium alboverrucosum    | Rick        | 1940           |
| Stereogloeocystidium avellaneum        | Rick        | 1940           |
| Stereogloeocystidium cinereum          | (Rick) Rick | 1940           |
| Stereogloeocystidium citrinum          | Rick        | 1940           |
| Stereogloeocystidium gausapatum        | Rick        | 1940           |
| Stereogloeocystidium griseum           | Rick        | 1959           |
| Stereogloeocystidium lobatoplicatum    | Rick        | 1940           |
| Stereogloeocystidium subflabellatum    | Rick        | 1940           |
| Stereogloeocystidium subsanguinolentum | Rick        | 1940           |